# Archipel Bonaparte
L'archipel Bonaparte est un groupe d'îles situées dans l'océan Indien, le long des rives nord-ouest de la région de Kimberley, en Australie-Occidentale, et à 400 km au nord-est de Broome. L'archipel est composé de plusieurs centaines d'îles et d'îlots et inclut les îles du Couronnement. 
L'île Augustus (en), la plus grande de ces îles pour une superficie de 190 km2, ne se trouve qu'à 2,2 kilomètres de la côte australienne.
Cet archipel fut nommé par l'expédition Baudin en 1803, en l'honneur de Napoléon Bonaparte, à l'époque Premier consul.
Il abrite une espèce de pétrogale, le warabi.